# Reginald Keith Jopson
Sir Reginald Keith Jopson KCMG OBE (3. Juni 1929) (* 25. Oktober 1898; † 1957) war ein britischer Diplomat.

## Leben
Reginald Keith Jopson war ab 1945 vorübergehend mit Barbara Ransom verheiratet.
Reginald Keith Jopson wurde am 15. März 1920 als Vize-Konsul auf Probe berufen.
Reginald Keith Jopson wurde am 30. Juli 1920 als Vize-Konsul für Chicago berufen und am 17. August 1923 als Vize-Konsul für Köln berufen. In Köln war er vom 21. Mai 1926 bis 1929 geschäftsführender Vize-Konsul.
Seine endgültige Berufung als Vize-Konsul erhielt er erst am 1. Januar 1927.
Am 5. Dezember 1929 wurde er nach Montevideo versetzt und zum Botschaftsrat zweiter Klasse befördert.
Wo er ab 1930 Geschäftsträger war. Am 22. August 1930 wurde er zum Commercial Secretary zweiter Klasse befördert.
Am 17. April 1933 wurde er nach Helsinki versetzt und am 11. Mai 1937 in den Orden des britischen Empires aufgenommen.
Ab 14. Februar 1938 wurde er im Referat Overseas Trade beschäftigt, dessen auswärtige Abteilung er ab 12. Dezember 1939 leitete.
Ab 29. Juli 1940 war er Vertreter des Children's Overseas Reception Board in Ottawa.
Am 9. April 1941 wurde er zum Counsellor (Commercial) in Washington, D.C. berufen.
Im Juli 1945 wurde er zu HM Trade Commissioner erster Klasse in Montreal berufen.
Am 6. Juni 1948 wurde er in Abwesenheit zum Senior Trade Commissioner vierter Klasse in Kanada befördert.
Am 9. Juni 1949 wurde als Companion in den Order of St Michael and St George aufgenommen. Zu Neujahr 1955 wurde er als Knight Commander des Order of St Michael and St George geadelt.